# Casa na rua Benjamin Constant, n.º 17
A Casa à Rua Benjamin Constant, n. 17 é uma edificação localizada em Cachoeira, município do estado brasileiro da Bahia. Foi tombada pelo Instituto do Patrimônio Histórico e Artístico Nacional (IPHAN) em 1943, através do processo de número 244

## História
A tipologia do edifício indica construção na transição entre os séculos XVIII e XIX. Cazuzinha, grande músico cachoeirano, residiu na casa no início do século XX. José de Souza Aragão foi seu proprietário entre 1900 e 1907. Posteriormente, pertenceu a Francelino Motta, membro da tradicional família de tabeliães de Cachoeira. Em 1959, o Iphan realizou as primeiras obras de estabilização no imóvel tombado em 1943, por solicitação do proprietário.

## Arquitetura
A casa, com fachada térrea voltada para Rua Benjamin, revela interessante adaptação ao terreno em acentuado declive. A fachada posterior com dois pavimentos é voltada para a encosta. Da varanda do pavimento superior, de guarda-corpo treliçado, se descortina uma bela vista da cidade, do rio Paraguaçu e da cidade vizinha, São Félix. Telhado de quatro águas cobrindo corpo principal retangular e acréscimos com prolongamento dos beirais, totalizando área de 412,45m².
A peculiaridade do edifício fica por conta de uma ala lateral independente, para os serviços, construída sob o puxado de uma das águas do telhado. Possui envazaduras simples e porta de entrada encimada por adorno em estuque. Sua construção parece ter-se dado em diferentes momentos, com partes do edifício em pedra e cal e outros em pau-a-pique.

Foi tombado pelo IPHAN em 1943, recebendo tombo de belas artes (Inscrição 287/1943).